# Tricnidactis errans
Tricnidactis errans är en havsanemonart som beskrevs av de Oliveira Pires 1987. Tricnidactis errans ingår i släktet Tricnidactis och familjen Haliplanellidae. Inga underarter finns listade i Catalogue of Life.